# TQG
«TQG» (iniciales de «Te quedó grande») es una canción de las cantantes colombianas Karol G y Shakira. Fue lanzada el 24 de febrero de 2023, a través de Universal Music Latino, como el quinto sencillo del cuarto álbum de estudio de Karol G, Mañana será bonito (2023). También se incluyó en el duodécimo álbum de estudio de Shakira, Las mujeres ya no lloran (2024).

## Antecedentes
Los primeros rumores de una colaboración entre Karol G y Shakira comenzaron a circular en enero de 2023.  El 14 de febrero, Shakira le deseó a Karol G un feliz cumpleaños en las redes sociales, similar a como lo hizo por su anterior colaboración con Bizarrap para el volumen 53 de sus sesiones musicales. Se dio a conocer que la letra de la canción contenía mensajes dirigidos a sus exparejas, Anuel AA y Gerard Piqué.

## Composición
«TQG» son las iniciales de la frase «Te quedó grande»; es una pista de reguetón, pero también se considera un diss track. La letra de la canción presenta «dardos» dirigidos a sus exparejas, el artista Anuel AA y el exfutbolista Gerard Piqué. También se presenta algunas letras cantadas por Shakira sobre la novia actual de Piqué, Clara Chía.

## Lanzamiento y promoción
El 21 de febrero de 2023, Karol G reveló oficialmente que la canción sería una colaboración con Shakira, a pesar de haber revelado previamente que no habría ninguna participación en la canción.  Ese mismo día, anunció que tenía una «sorpresa» para sus fanáticos en el Times Square de Nueva York, que resultaría ser un adelanto del video musical.

## Video musical
El video musical de «TQG» fue lanzado el 24 de febrero de 2023 a través de la cuenta de Vevo de Karol G en YouTube. Dirigido por Pedro Artola, se puede ver a las cantantes en varios escenarios y con distintos estilismos. El video comienza con un escenario en Tokio y posteriormente Karol G está en una torre y luego cae al vacío, mientras que Shakira se muestra vestida con un vestido de manga larga azul-celeste en un paisaje helado. Las dos se coinciden y bailan en medio de las llamas con prendas amarillas y rojas, y después, en un escenario en blanco con prendas y vestidos negros. Posteriormente las artistas están en medio del cielo; también se pueden notar unas escaleras por ahí las cuales sirven, de referencia a The Truman Show. El videoclip termina cuando el video se apaga desde una computadora y aparece al final un hombre en una bañera, comiendo palomitas de maíz.

## Recepción de la crítica
Alexis Petridis de The Guardian elogió la atmósfera etérea que tiene «TQG», «aunque, francamente, es un poco telefónica». Mientras que en una reseña más negativa, Ernesto Lechner de Rolling Stone calificó la canción como «decepcionante», afirmando que «su pista tan esperada con el ícono colombiano Shakira, 'TQG', se siente decepcionante, especialmente porque llega solo unas semanas después del circo mediático que rodeó la nueva pista masiva de Shakira con Bizarrap».

## Desempeño comercial
«TQG» debutó en el número 7 en la lista Billboard Hot 100 de Estados Unidos, con fecha del 11 de marzo de 2023, convirtiéndose en el primer top diez de Karol G y el sexto de Shakira en la lista. En el Hot Latin Songs de Estados Unidos, la canción debutó en el número uno de la lista, convirtiéndose en el sexto de Karol G y el decimotercero de Shakira.
En el Billboard Global 200, la canción también debutó en el primer puesto de las listas en la semana del 11 de marzo de 2023, convirtiéndose en el primer número uno de ambas artistas en la lista.

## Posicionamiento en listas
| Lista (2023)                          | Mejor posición |
| ------------------------------------- | -------------- |
| América Latina (Monitor Latino)       | 2              |
| Argentina Hot 100 (Billboard)         | 2              |
| Argentina (Monitor Latino)            | 3              |
| Bolivia (Monitor Latino)              | 2              |
| Bolivia Songs (Billboard)             | 1              |
| Brazil Airplay (Top 10 Latino)        | 8              |
| Canadian Hot 100 (Billboard)          | 33             |
| Centroamérica (Monitor Latino)        | 1              |
| Chile (Monitor Latino)                | 1              |
| Chile Songs (Billboard)               | 1              |
| Colombia (Monitor Latino)             | 3              |
| Colombia Songs (Billboard)            | 1              |
| Costa Rica (Monitor Latino)           | 5              |
| Croatia Songs (Billboard)             | 25             |
| República Dominicana (Monitor Latino) | 1              |
| Ecuador (Monitor Latino)              | 1              |
| Ecuador Songs (Billboard)             | 1              |
| El Salvador (Monitor Latino)          | 1              |
| España (PROMUSICAE)                   | 1              |
| Francia (SNEP)                        | 30             |
| Global 200 (Billboard)                | 1              |
| Grecia (IFPI)                         | 46             |
| Guatemala (Monitor Latino)            | 2              |
| Honduras (Monitor Latino)             | 1              |
| Billboard Hot 100                     | 7              |
| Hot Latin Songs (Billboard)           | 1              |
| Hungría (Single Top 40)               | 13             |
| Irlanda (IRMA)                        | 40             |
| Italia (FIMI)                         | 44             |
| Latin Airplay (Billboard)             | 27             |
| Luxemburgo (Billboard)                | 11             |
| Mexico Songs (Billboard)              | 1              |
| New Zealand Hot Singles (RMNZ)        | 24             |
| Nicaragua (Monitor Latino)            | 2              |
| Países Bajos (Single Tip)             | 1              |
| Panamá (Monitor Latino)               | 2              |
| Panamá (Produce)                      | 1              |
| Paraguay (Monitor Latino)             | 3              |
| Perú (Monitor Latino)                 | 3              |
| Peru Songs (Billboard)                | 1              |
| Portugal (AFP)                        | 12             |
| Puerto Rico (Monitor Latino)          | 1              |
| Surinam (Nationale Top 40)            | 35             |
| Suiza (Schweizer Hitparade)           | 5              |
| Sweden Heatseeker (Sverigetopplistan) | 19             |
| UK Singles Chart (OCC)                | 88             |
| Uruguay (Monitor Latino)              | 3              |
| Venezuela (Monitor Latino)            | 9              |

## Certificaciones
| País   | Organismo certificador | Certificación | Ventas certificadas | Ref.   |
| ------ | ---------------------- | ------------- | ------------------- | ------ |
| Brasil | Pro-Música Brasil      | Diamante      | 300 000             | [ 64 ] |

## Historial de lanzamiento
| Región         | Fecha                 | Formato(s)                  | Etiqueta               | Ref.   |
| -------------- | --------------------- | --------------------------- | ---------------------- | ------ |
| Varios         | 24 de febrero de 2023 | Descarga digital, streaming | Universal Music Latino | [ 65 ] |
| Italia         | 3 de marzo de 2023    | Airplay                     | Universal Music Latino | [ 66 ] |
| Estados Unidos | 28 de marzo de 2023   | Rhythmic                    | Universal Music Latino | [ 67 ] |